# 夫羅勒區
发罗拉区是阿爾巴尼亞的36个旧区之一，这些区份在2000年7月全部撤销，并由新成立的12个州份取代。该区面积为1,609平方公里，人口数量为147,267人（2001年）。该区位于阿尔巴尼亚西南部，区府为发罗拉市。该区的范围为现今夫羅勒州的发罗拉、塞萊尼察和希馬拉（部分）三个市镇。